# Smith-Klasse
Die Smith-Klasse war eine Klasse von fünf Torpedobootzerstörern der United States Navy, die von 1909 bis 1919 in Dienst stand.

## Geschichte
Drei Jahre nach Indienststellung der ersten Zerstörer der Bainbridge-Klasse und der Truxtun-Klasse wurde eine Kommission unter Leitung von Rear Admiral George A. Converse gegründet, die sich mit den zukünftigen Anforderungen an die Zerstörer der US Navy befasste. Ein Ergebnis der Kommission war die Nutzung von Dampfturbinen statt der bislang verwendeten Dreifach-Expansionsmaschinen. Die ersten Einheiten, die von der Arbeit der Kommission beeinflusst wurden, waren die auch Flivvers genannten 740 ts-Zerstörer der Smith-Klasse und der nachfolgenden Paulding-Klasse. Neben der Änderung des Antriebs wurde die Anzahl der 3"-Geschütze von drei auf fünf erhöht und die 18"-Torpedos durch 21"-Torpedos ersetzt. Ein im Vergleich zu den Vorgängern erhöhtes Vorschiff und der längere Rumpf verbesserten die Seeeigenschaften der Zerstörer. Die fünf Einheiten der Smith-Klasse waren kohlebefeuert.
Der Bauauftrag ging an Werften William Cramp & Sons (No. 17 und No. 18), New York Shipbuilding (No. 19) sowie Bath Iron Works (No. 20 und No. 21). Die Baukosten für das Typschiff betrugen US$ 585.000. Die Zerstörer wurden 1908 auf Kiel gelegt und 1909 bzw. 1910 (DD-18) in Dienst gestellt. Im Ersten Weltkrieg operierten die Schiffe von französischen Brest aus und übernahmen Geleitzugaufgaben. 1919 wurden die Zerstörer außer Dienst gestellt.

## Einheiten
| Kennung          | Name    | Bauwerft                           | Kiellegung     | Stapellauf      | Indienststellung  | Außerdienststellung |
| ---------------- | ------- | ---------------------------------- | -------------- | --------------- | ----------------- | ------------------- |
| Destroyer No. 17 | Smith   | William Cramp & Sons, Philadelphia | 18. März 1908  | 20. April 1909  | 26. November 1909 | 2. September 1919   |
| Destroyer No. 18 | Lamson  | William Cramp & Sons, Philadelphia | 18. März 1908  | 16. Juni 1909   | 10. Februar 1910  | 15. Juli 1919       |
| Destroyer No. 19 | Preston | New York Shipbuilding, Camden      | 28. April 1908 | 14. Juli 1909   | 21. Dezember 1909 | 17. Juli 1919       |
| Destroyer No. 20 | Flusser | Bath Iron Works, Bath              | 3. August 1908 | 20. Juli 1909   | 28. Oktober 1909  | 14. Juli 1919       |
| Destroyer No. 21 | Reid    | Bath Iron Works, Bath              | 3. August 1908 | 17. August 1909 | 3. Dezember 1909  | 31. Juli 1919       |

## Technische Beschreibung

### Rumpf und Antrieb
Der Rumpf eines Bootes der Smith-Klasse war 89,56 Meter lang, 7,93 Meter breit und hatte bei einer Verdrängung von 700 Long Tons einen Tiefgang von 2,44 Metern.
Der Antrieb erfolgte durch drei kohlebefeuerte Dampfkessel und drei Getriebeturbinen, mit welchen eine Leistung von 10.000 PS (7.355 kW) erreicht wurde. Die Leistung wurde an drei Wellen mit je einer Schraube abgegeben. Die Höchstgeschwindigkeit betrug 28 Knoten (52 km/h).

### Bewaffnung
Bei die Bewaffnung aus fünf 7,62-cm-Geschützen mit Kaliberlänge 50 und als Torpedobewaffnung drei Torpedorohre im Kaliber 53,3 cm mit sechs Torpedos an Bord.

## Besatzung
Die Besatzung hatte eine Stärke von 87 Mann (4 Offiziere und 83 Unteroffiziere bzw. Mannschaften).